# 陶孟和

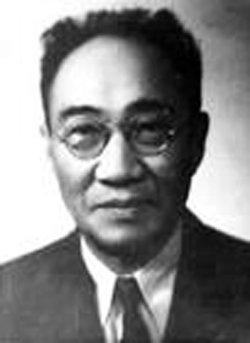
陶孟和

陶孟和（1887年11月5日—1960年4月17日），原名履恭，字孟和，以字行，男，天津人，祖籍浙江紹興，社會學家。

## 生平
陶孟和幼時就讀於教育家嚴修創辦的中西學並重的「嚴氏家塾」（1904年严氏家塾改为敬业中学堂，1906年迁址改称南开学校） 。1906年畢業於该學堂第一屆師範班，以官費生被派赴日本東京高等師範學校研習教育學，後回國。1910年改赴英國倫敦大學倫敦政治經濟學院研習社會學和經濟學。1913年獲得經濟學博士學位。同年歸國後擔任北京高等師範學校教授。1914年至1927年擔任北京大學教授、系主任、文學院院長、教務長等職。1926年至1934年擔任中華教育文化基金董事會(美國退還庚子賠款管理機構) 社會調查部（1929年獨立為社會調查所）負責人，致力於社會調查事業。1932年，陶孟和任南开大学校董会董事。1934年社會調查所併入中央研究院社會科學研究所（1945年改稱社會研究所），陶孟和擔任所長。
抗日战争期間，陶孟和負責將研究所遷至四川南溪李莊，勝利後始遷回南京。后任中央研究院社會研究所所長。1948年，當選為中央研究院第一屆院士。
1949年中國政權更迭之際，在其主導下將社會研究所全部人員及圖書、研究資料留在南京。1949年10月起，陶孟和擔任中國科學院副院長，負責社會、歷史、考古和語言４個研究所，並兼任社會研究所（1953年改名經濟研究所）所長。1952年將社會研究所遷往北京，隨後辭去所長職務。1954年，中国史学会公布第一届理事会名单，郭沫若担任主席，吴玉章、范文澜担任副主席，他担任理事。1960年4月，赴上海參加中國科學院第三次學部會議前，因病於4月17日去世，享年73歲。

## 家庭
妻子为沈性仁，为黄郛夫人沈亦云（沈性真）的妹妹，钱昌照夫人沈性元的姐姐。育有儿子陶愉生。

## 社会兼职
曾任國民參政會第一屆、第二屆、第三屆、第四屆參政員，立法院立法委員。

## 学术贡献
陶孟和開創了中國早期最重要的社會學研究機構之一，並積極將所作為社會調查成果推介到國際上。負責社會調查所期間，主導創立《社會科學雜誌》、《中國近代經濟史研究集刊》等重要學術刊物，對中國社會學奠基與發展貢獻卓著。1948年獲選為第一屆中央研究院院士。
陶孟和也是中國科學院圖書館的創始人與領導人，先後成立了「中國科學院圖書委員會」、「中國科學院圖書館選書委員會」、「中國科學院科學圖書分類委員會」，對科學院圖書館事業發展貢獻良多。
陶孟和早年專治社會學，但在中華人民共和國成立後，由於社會學一度被當作偽科學而遭到否定，因此嚴重影響其學術地位的公正評價。

## 著作
- 《中外地理大全》(與楊文洵合編)
- 《中國鄉村與城鎮生活》(與梁宇皋合著，英文)
- 《北京人力車夫之生活情形》
- 《北平生活費之分析》
- 《中國社會之研究》
- 《歐洲和議後之經濟》
- 《中國勞工生活程度》
- 《社會與教育》
- 《公民教育》
- 《社會問題》
- 《中國之縣地方財政》
- 《孟和文存》

## 論文
- 《中國之工業與勞工》(1931年荷蘭海牙世界社會經濟會議，與林頌河合著，英文)
- 《中國勞工生活程度》(1931年上海太平洋國際學會第四次會議，英文)